# Speziallager Ketschendorf
Das Speziallager Ketschendorf, am südlichen Ortsrand von Ketschendorf bei Fürstenwalde/Spree gelegen, war als Speziallager Nr. 5 eines von zehn Lagern der Sowjetischen Militäradministration in Deutschland (SMAD) in der Sowjetischen Besatzungszone (SBZ). Es bestand von April 1945 bis Februar 1947.

## Geschichte
Am 22. April 1945 autorisierte der sowjetische Diktator Josef Stalin den Geheimdienst NKWD zur Organisierung der örtlichen Verwaltung, der Ernennung von Bürgermeistern, der Bildung von Polizei, Gerichten und Staatsanwaltschaften in den von der Roten Armee besetzten Gebieten Deutschlands westlich der Oder-Neiße-Linie.
Das Lager wurde daraufhin vom NKWD wenige Tage später Ende April 1945 auf dem Gelände einer früheren Arbeitersiedlung der Deutschen Kabelwerke (vgl. Pneumant) eingerichtet. Im Zuge der Stalinisierung der SBZ wurden dort zeitweise bis zu 18.000 deutsche Zivilisten und Kriegsgefangene der Russischen Befreiungsarmee (ROA) ohne gerichtliches Urteil interniert. Unter den Zivilisten waren neben früheren NSDAP-Mitgliedern auch bürgerliche Oppositionelle zur sowjetischen Besatzungspolitik und mehr als 1.600 Jugendliche im Alter von 12 bis 18 Jahren, denen unterstellt worden war, als Partisanen der früheren Hitler-Jugend, sogenannten Werwölfen, gegen die Besatzungsmacht kämpfen zu wollen.
Vor Auflösung des Lagers Ketschendorf am 17. Februar 1947 wurden die Internierten in andere Speziallager transportiert, so nach Buchenwald, Jamlitz, Mühlberg und Fünfeichen.

## Opfer

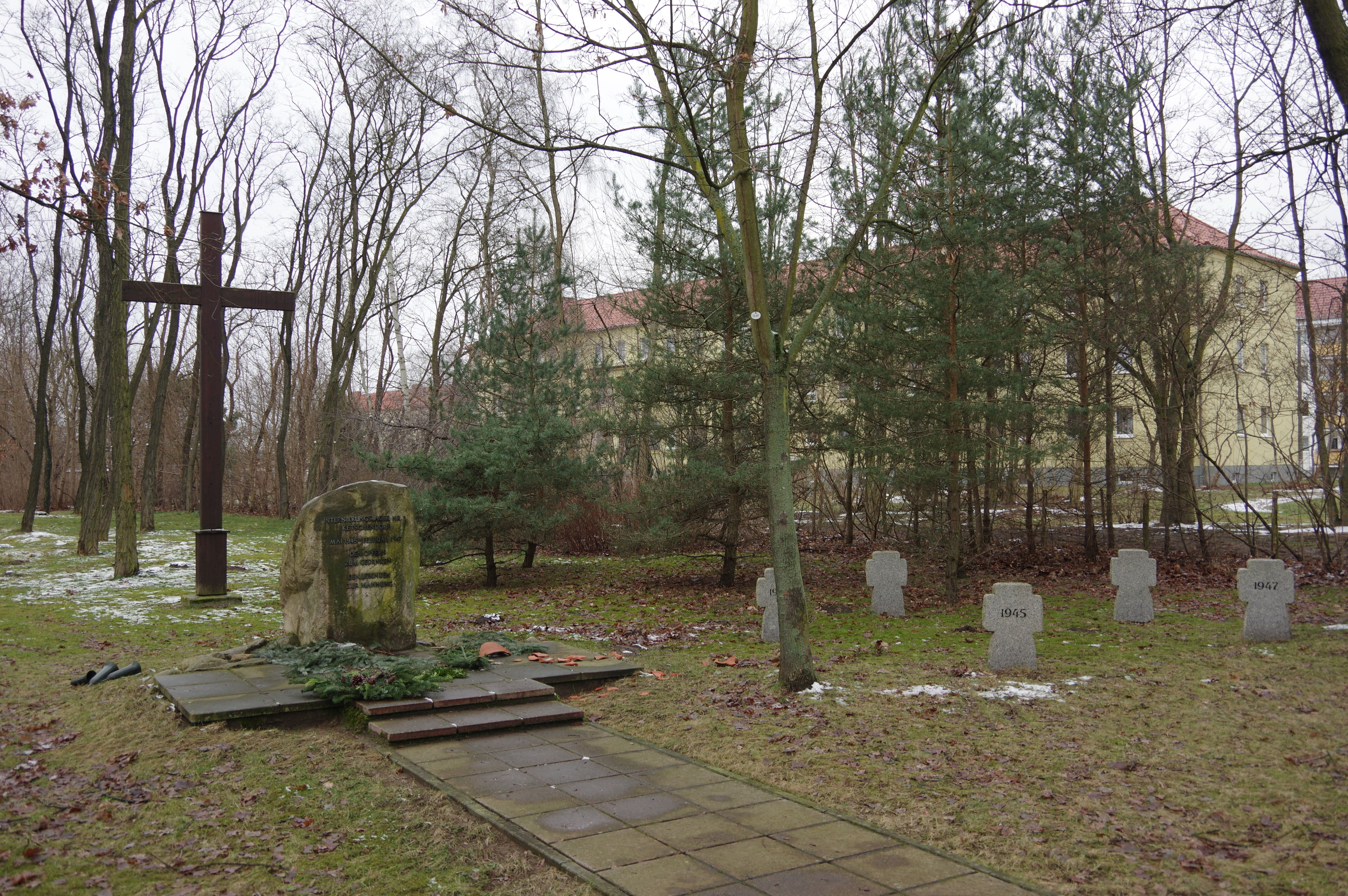
Gedenkstätte

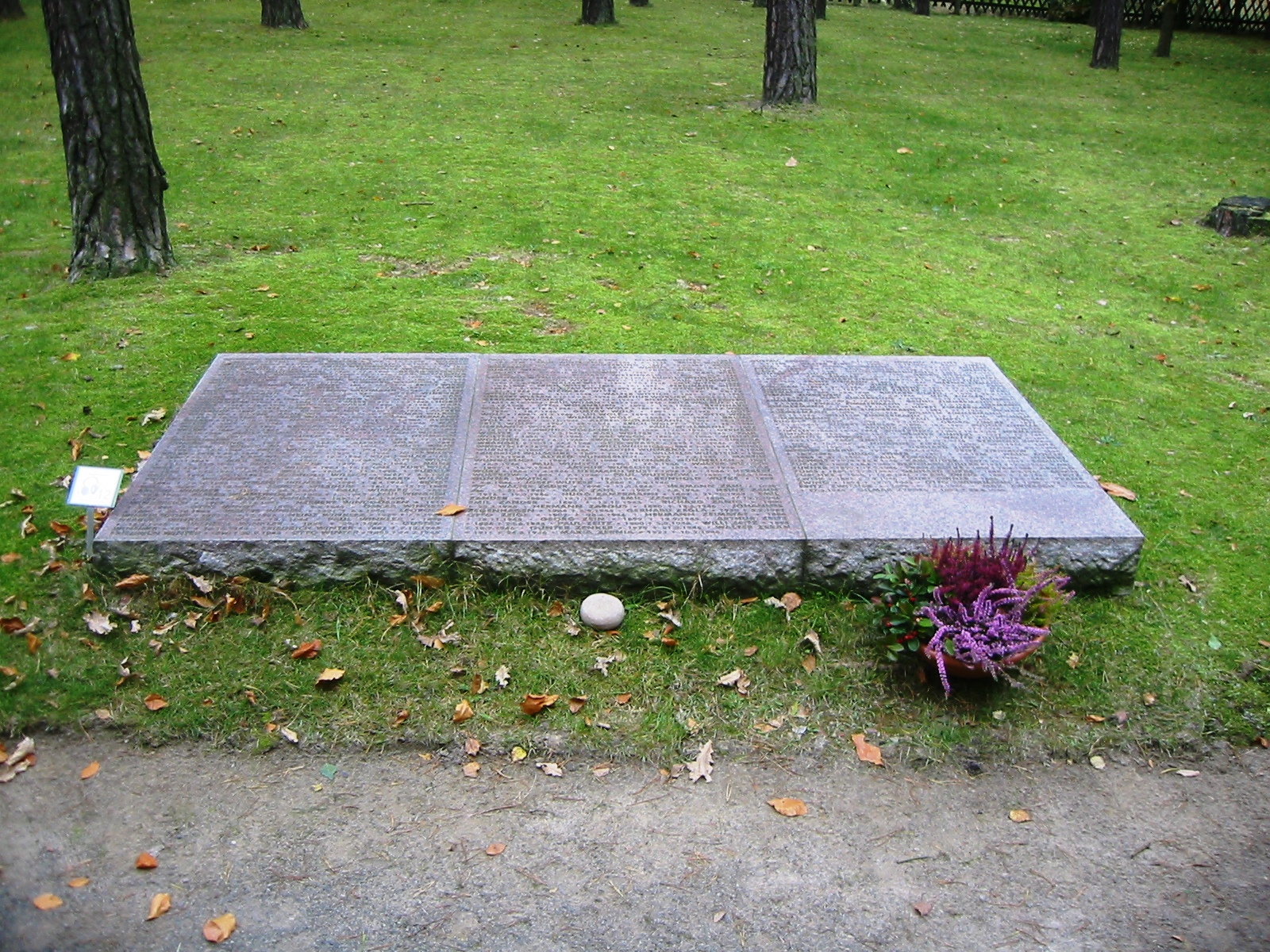
Gedenktafeln auf dem Waldfriedhof Halbe

Über 4600 Internierte starben unter unmenschlichen Bedingungen, zum Beispiel an Unterernährung und Tuberkulose; sie wurden zwischen dem Lager und der Autobahn in Massengräbern verscharrt. 1952 wurden bei Ausschachtungsarbeiten für Wohnhäuser mehrere tausend Leichen gefunden.
Sie wurden auf Initiative des evangelischen Pfarrers Ernst Teichmann auf den Waldfriedhof Halbe umgebettet. Unter Geleitschutz des Ministeriums für Staatssicherheit wurden die sterblichen Überreste auf 30 Lastwagen von Ketschendorf nach Halbe verbracht und dort bestattet. Es wurde dem Pfarrer untersagt, Namen oder Anzahl der Verstorbenen auf Grabsteinen zu nennen. Sie galten zu Zeiten der DDR als „unbekannt“. Der Volksbund Deutsche Kriegsgräberfürsorge stellte im Jahr 2004 im Block 9 des Waldfriedhofs Halbe 49 Namensplatten mit den 4620 bekannten Opfern des Lagers Ketschendorf auf.
Nach 1990 wurde in Ketschendorf eine Gedenkstätte für die Opfer des stalinistischen Terrors errichtet. 2013–2014 ist für das Internierungslager ein Totenbuch mit Name, Vorname, Geburtsdatum, Geburtsort, letztem Wohnort und Sterbedatum erarbeitet worden. In ihm sind die Namen von 4.722 Opfern des Lagers erfasst, 100 mehr, als bisher bekannt war. Pfarrer Eckhard Fichtmüller, seit 2010 Vorsitzender der Initiativgruppe Internierungslager Ketschendorf, wurde 2015 für seine Verdienste um die historische Aufarbeitung der Geschichte des Lagers die Ehrenbürgerschaft der Stadt Fürstenwalde verliehen.

## Bekannte Inhaftierte
- Kurt Bauer (1900–1945), Bürgermeister und Retter der Stadt Schönebeck (Elbe)
- Rudolf Bingel (1882–1945), Vorstandsvorsitzender der Siemens-Schuckertwerke
- Heinz Blaschke (1908–1947), nationalsozialistischer Propagandajournalist
- Oskar von Boenigk (1893–1946), Generalmajor der Luftwaffe
- Karl Hans Drechsel (1904–1946), Oberbürgermeister der Stadt Meißen
- Ernst Dreykluft (1898–1946), Verwaltungsjurist und Landrat
- Karl Fiedler (1897–1945), Politiker (NSDAP) und SA-Führer
- Alfred Jank  (* 1929), unberechtigt als Mitglied der Freischärlerbewegung „Werwolf“ verdächtigt
- Walter Jurisch (1931–2010), jüngster Verurteilte in den Waldheimer Prozessen 1950
- Georg Kayser (1881–1945), Jurist, Ministerialdirigent im Preußischen Finanzministerium
- Felix Kopprasch (1891–1946), Politiker (NSDAP)
- Georg Krausz (1894–1973), Journalist und Politiker (KPD/SED)
- Max Reschke (1894–1964), Schuldirektor und jüdischer Funktionär
- Marianne Simson (1920–1992), Schauspielerin
- Curt Trimborn (1903–1978), SS-Obersturmführer, Kriminalkommissar und Führer einer Einsatzgruppe
- Hans Voss (1888–1945), Dichter
- Wilhelm Weirauch (1876–1945), Jurist und ständiger Stellvertreter des Generaldirektors der Deutschen Reichsbahn